# レオニード・ドゥーシュキン
レオニード・ステパノヴィチ・ドゥーシュキン（Леонид  Степанович Душки）はソビエト連邦の宇宙工学者。

## 来歴
1910年8月15日に生まれ、Tver Pedagogical工業学校を卒業した。モスクワ国立大学でしばらく数学と機械工学について勉強した。1932年にフリードリッヒ・ザンデルのGIRDで彼は理論面で彼を支えた。彼は将来の宇宙飛行に関する論文である『Основные положения общей теории реактивного движения』を発表した。彼はザンデルのGIRD-Xロケットのエンジンの開発を担当した。1933年11月25日にソビエトで最初の液体燃料ロケットであるGIRD-Xロケットの打ち上げに成功した。その後も数々のロケットエンジンを開発して初期のソビエトの宇宙開発を支えた。